# زازنهایم
زازنهایم (به فرانسوی: Saasenheim) یک کمون در فرانسه با جمعیت ۵۸۷ نفر است که در Canton of Marckolsheim واقع شده‌است.